# Anna Maria Snoek
Anna Maria Snoek, later Kamphuijzen-Snoek (Rotterdam, 2 juni 1779 – Amsterdam, 24 juni 1849), was een Nederlandse toneelspeelster. Samen met haar oudere zus en broer, Helena en Andries Snoek, en de eveneens uit Rotterdam afkomstige actrice Johanna Cornelia Wattier, was zij een van de grote sterren van de bloeiperiode van het classicistische toneel in de Amsterdamse schouwburg (1795-1820).

## Biografische schets
Anna Maria Snoek werd in 1779 in Rotterdam geboren als jongste van vijf kinderen van de schipper Jan Snoek en diens vrouw Helena de Ruyter. Jan Snoek was afkomstig uit het Duitse Emden en had zich in 1763 als wijnschipper in Rotterdam gevestigd. Hij overleed een jaar na de geboorte van Anna Maria, waarna haar moeder een drankenhandel begon om in het levensonderhoud van het gezin te voorzien. Anna Maria had vier zussen en een broer. Haar 15 jaar oudere zus, Helena, en haar 13 jaar oudere broer Andries, speelden al op jonge leeftijd toneel bij een Rotterdams amateurtheatergezelschap.
In 1791 sloten Helena en Andries Snoek zich aan bij het gezelschap van Ward Bingley, de Nederduitsche Acteurs, dat in het winterseizoen de Amsterdamse schouwburg bespeelde. Mogelijk speelde toen ook al de twaalfjarige Anna Maria mee. Waarschijnlijk door onenigheid met Bingley duurde deze samenwerking slechts een seizoen. In 1792 richtte Andries een eigen gezelschap op, de Nederduitsche Tooneelisten, waarmee hij nog in hetzelfde jaar de Rotterdamse Schouwburg mocht bespelen. Op 12 oktober 1792 was er een benefietvoorstelling voor Anna Maria. Begin 1793 moest de Rotterdamse Schouwburg sluiten vanwege de oorlogsdreiging uit Frankrijk. Voor de familie Snoek en de andere leden van de Nederduitsche Tooneelisten begon een periode van rondtrekken langs de diverse schouwburgen, vooral in de Zuidelijke Nederlanden. Of Anna Maria daarbij was, is niet zeker. Deze periode eindigde toen het gezelschap in 1795 een contract kreeg om in de Stadsschouwburg in Amsterdam te spelen.
Het gezin Snoek, moeder en twee ongehuwde dochters, ging wonen op de Spiegelgracht, niet ver van de schouwburg. In de herfst van 1795 debuteerde de zestienjarige Anna Maria in de schouwburg, waarschijnlijk in de rol van Amalia in De onechte zoon, een familiedrama van August von Kotzebue. Omstreeks dezelfde tijd trouwde ze met de acht jaar oudere acteur Dirk Kamphuijzen. In 1797 werd hun eerste en enige kind geboren.
In 1811 werd broer Andries Snoek, samen met Theo Majofski en de gevierde actrice Johanna Cornelia Wattier, medebestuurder van de Stadsschouwburg. In plaats van Duitse burgerlijke drama's werden daarna vooral klassieke Franse stukken gespeeld. Zowel Andries als Anna Maria Snoek genoten grote populariteit bij het Amsterdamse theaterpubliek. Anna Maria blonk met name uit in zachtaardige en gevoelige rollen. Later gaf ze ook les aan jonge actrices. Ter gelegenheid van haar vijfentwintigjarig jubileum speelde ze de titelrol in Maria Stuart, koningin van Schotland, een treurspel van Pierre-Antoine Lebrun, naar Schiller.
In 1829 overleden zowel haar echtgenoot als haar broer Andries. Anna Maria Snoek bleef ook daarna optreden in de schouwburg. In januari 1831, tijdens de Belgische Revolutie, droeg ze een vaderlandslievend gedicht voor van Jacob van Lennep, waarin de "oproerzieke Belgen" worden aangeduid als "woelend muitgebroed". Dat ze in deze periode minder rollen kreeg aangeboden, blijkt uit een brief van haar aan de schouwburgdirectie. Niettemin vierde ze er in december 1845 haar vijftigjarig jubileum, waarbij ze wederom Maria Stuart speelde. Nog op 15 maart 1849 speelde ze, bijna zeventig jaar oud, de titelrol in Maria van Lalain, een treurspel van Joannes Nomsz. Enkele maanden later overleed ze.